# Stenoxotus bertiae
Stenoxotus bertiae är en skalbaggsart som beskrevs av Antonio Vives 2004. Stenoxotus bertiae ingår i släktet Stenoxotus och familjen långhorningar.
Artens utbredningsområde är Madagaskar. Inga underarter finns listade i Catalogue of Life.